# U-412
Unterseeboot 412 foi um submarino alemão do Tipo VIIC, pertencente a Kriegsmarine que atuou durante a Segunda Guerra Mundial.

## Comandantes
| Comandante                | Data                                        |
| ------------------------- | ------------------------------------------- |
| Kptlt. Walther Jahrmärker | 29 de abril de 1942 - 22 de outubro de 1942 |

## Subordinação
Durante o seu tempo de serviço, esteve subordinado às seguintes flotilhas:
| Período                                      | Flotilha                                  |
| -------------------------------------------- | ----------------------------------------- |
| 29 de abril de 1942 - 1 de outubro de 1942   | 8. Unterseebootsflottille (treinamento)   |
| 1 de outubro de 1942 - 22 de outubro de 1942 | 9. Unterseebootsflottille (serviço ativo) |